# Kristina Anapau
Kristina Anapau, nome completo Kristina Elizabeth Anapau Roper (Isola di Hawaii, 30 ottobre 1979), è un'attrice statunitense.

## Biografia
Nata e cresciuta sull'isola principale delle Hawaii, figlia dello scienziato Richard Stephen Roper e dell'artista Gloria Lea Kaiser Roper. Fin da bambina studia pianoforte e coltiva il sogno di diventare ballerina classica, studiando balletto già dall'età di cinque anni. Dopo il diploma alla scuola superiore si iscrive all'Università delle Hawaii a Mānoa.
Debutta come attrice partecipando ad alcune puntate delle soap opera General Hospital, ma il vero debutto avviene nel 1997 nel film televisivo Escape from Atlantis, girato interamente alle Hawaii. Negli anni seguenti prende parte ai film 100 ragazze, Cruel Intentions 3 e Cursed - Il maleficio. Nel 2010 interpreta il ruolo di Galina nel pluripremiato film di Darren Aronofsky Il cigno nero, dove recita al fianco di Natalie Portman e Mila Kunis.
Per la televisione ha recitato in episodi di vari serie televisive, come Dr. House - Medical Division, CSI: New York, Monk, Senza traccia e The Glades. Nel 2012 partecipa alla quinta stagione di True Blood, nel ruolo della fata Maurella.
Ha fondato una propria società di produzione con sede a Los Angeles chiamata Amigdala Films, con la quale sta lavorando a diversi progetti.

## Filmografia

### Cinema
- 100 ragazze (100 Girls), regia di Michael Davis (2000)
- Madison - La freccia dell'acqua (Madison), regia di William Bindley (2001)
- Cruel Intentions 3 - Il fascino della terza volta, regia di Scott Ziehl (2004)
- Cursed - Il maleficio (Cursed), regia di Wes Craven (2005)
- Self Medicated, regia di Monty Lapica (2005)
- Il cigno nero (Black Swan), regia di Darren Aronofsky (2010)
- The Speak, regia di Anthony Pierce (2011)
- Cornered, regia di Taylor Chien e Hunter G. Williams (2011)
- 5 Souls, regia di Brett Donowho (2011)
- Sighting, regia di Tedi Sarafian (2012)

### Televisione
- Escape from Atlantis – film TV, regia di Strathford Hamilton (1997)
- Opposite Sex – serie TV, 1 episodio (2000)
- Undressed – serie TV, episodi vari (2000)
- Ancora una volta (Once and Again) – serie TV, 1 episodio (2001)
- Fantasmi (Haunted) – serie TV, 1 episodio (2002)
- They Shoot Divas, Don't They? – film TV, regia di Jonathan Craven (2002)
- For the People – serie TV, 1 episodio (2003)
- Cooked – film TV, regia di David Steinberg (2005)
- CSI: NY – serie TV, 1 episodio (2005)
- Dr. House - Medical Division (House, M.D.) – serie TV, episodio 4x14 (2008)
- Detective Monk (Monk) – serie TV, episodio 7x06 (2008)
- Senza traccia (Without a Trace) – serie TV, 1 episodio (2008)
- Knight Rider – serie TV, 1 episodio (2008)
- The Glades – serie TV, 1 episodio (2010)
- True Blood – serie TV, 5 episodi (2011-2012)
- Grimm – serie TV, 1 episodio (2012)

### Cortometraggi
- Locoweed & Other Discoveries, regia di Elizabeth Becker (2000)
- Verdict, regia di Nicolas Mezzanatto (2010)

## Doppiatrici italiane
Nelle versioni in italiano delle opere in cui ha recitato, Kristina Anapau è stata doppiata da:
- Cristina Boraschi in CSI: NY
- Selvaggia Quattrini in Dr. House - Medical Division
- Domitilla D'Amico in The Glades
- Emanuela Damasio in Il cigno nero